# Аргентинський музей природничих наук
Музей природничих наук імені Бернардіно Рівадавія (ісп. Museo Argentino de Ciencias Naturales Bernardino Rivadavia) — публічний музей, розташований у районі Кабалліто столиці Аргентини.
Музей є найважливішим у своєму роді в Буенос-Айресі й поступається лише музею природничих наук Ла-Плати у загальнонаціональному плані. Музей зобов'язаний своїм існуванням Бернардіно Рівадавія, який прийняв таке рішення у 1812.

## Експозиція

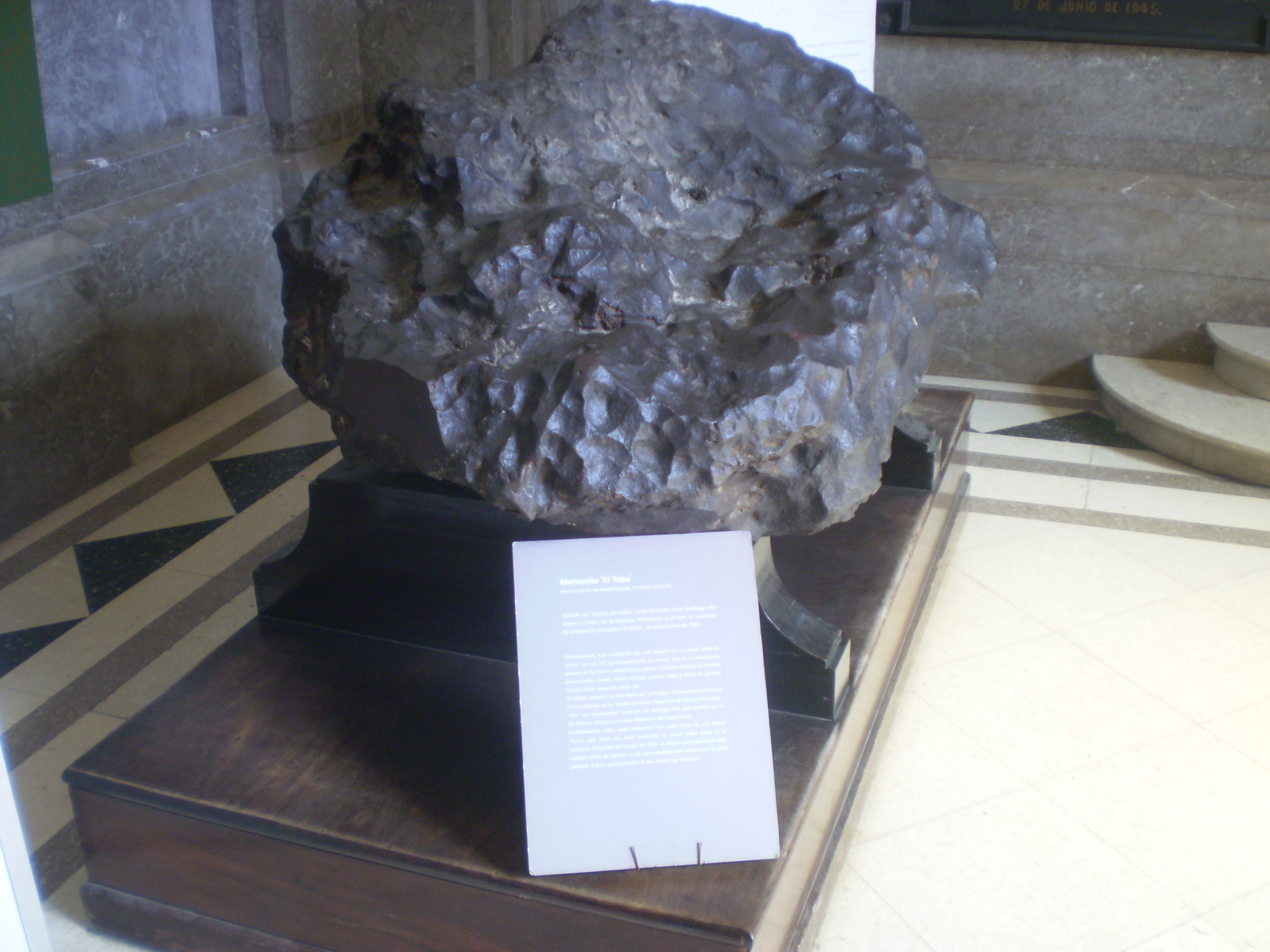
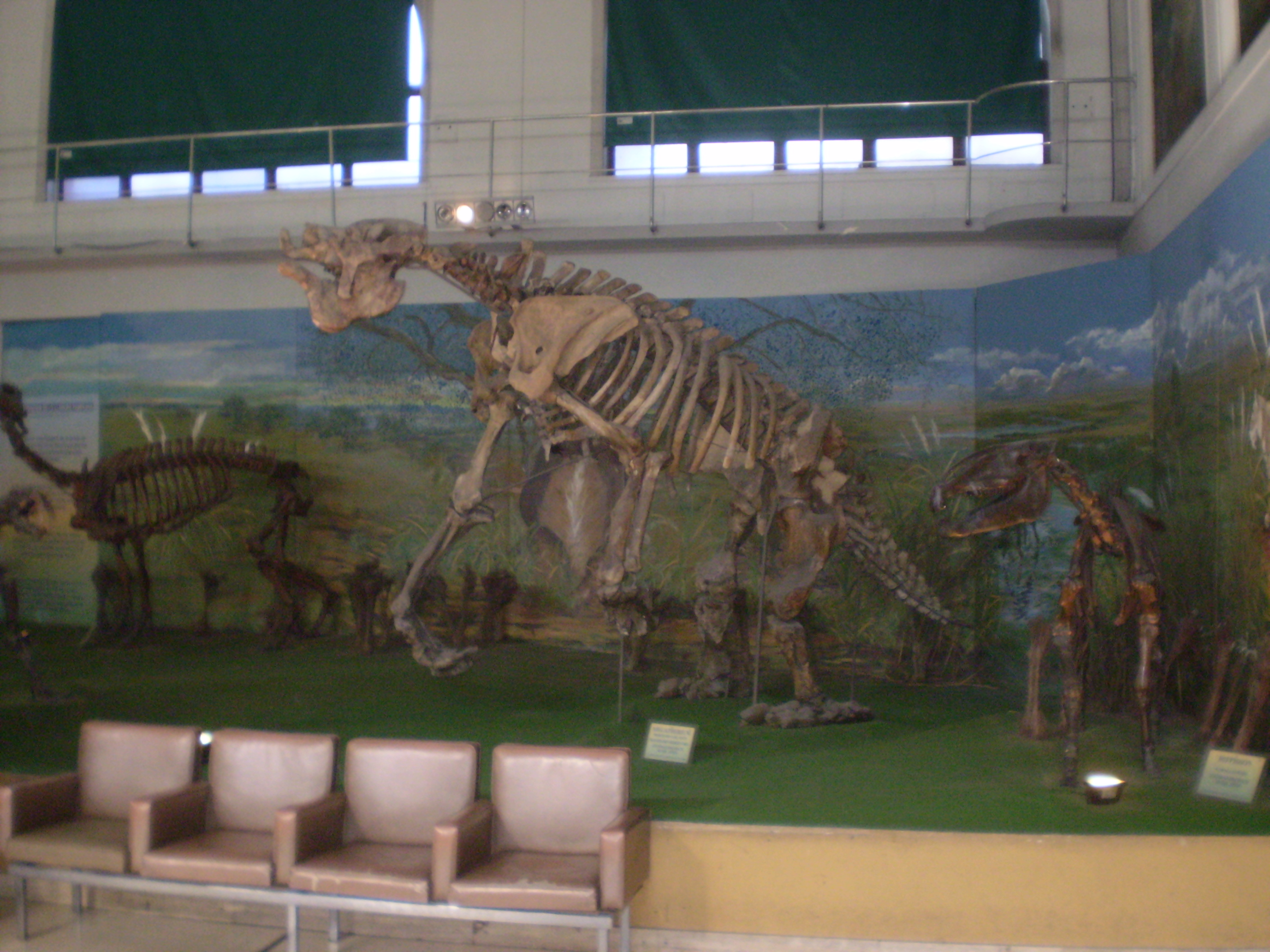
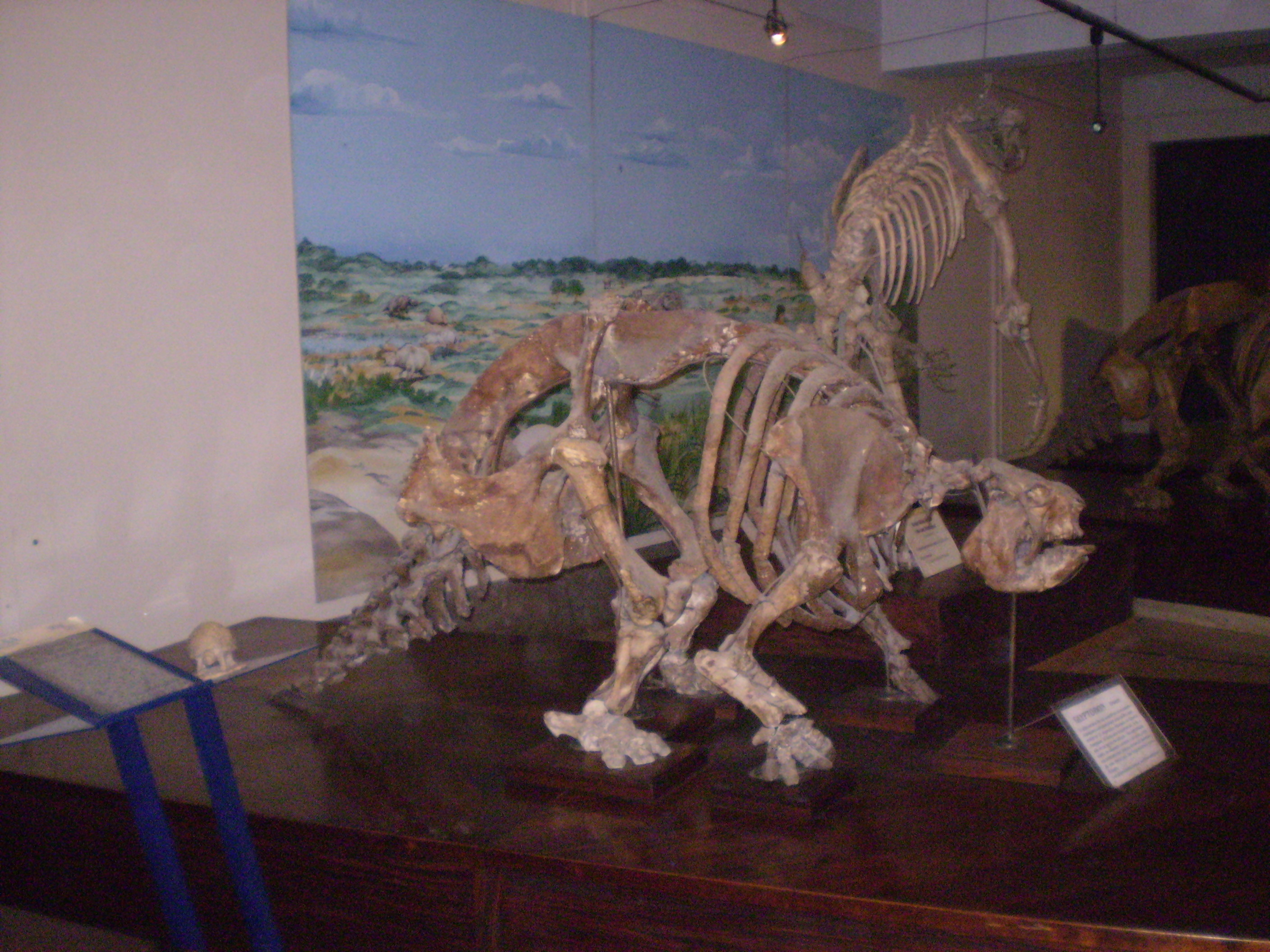
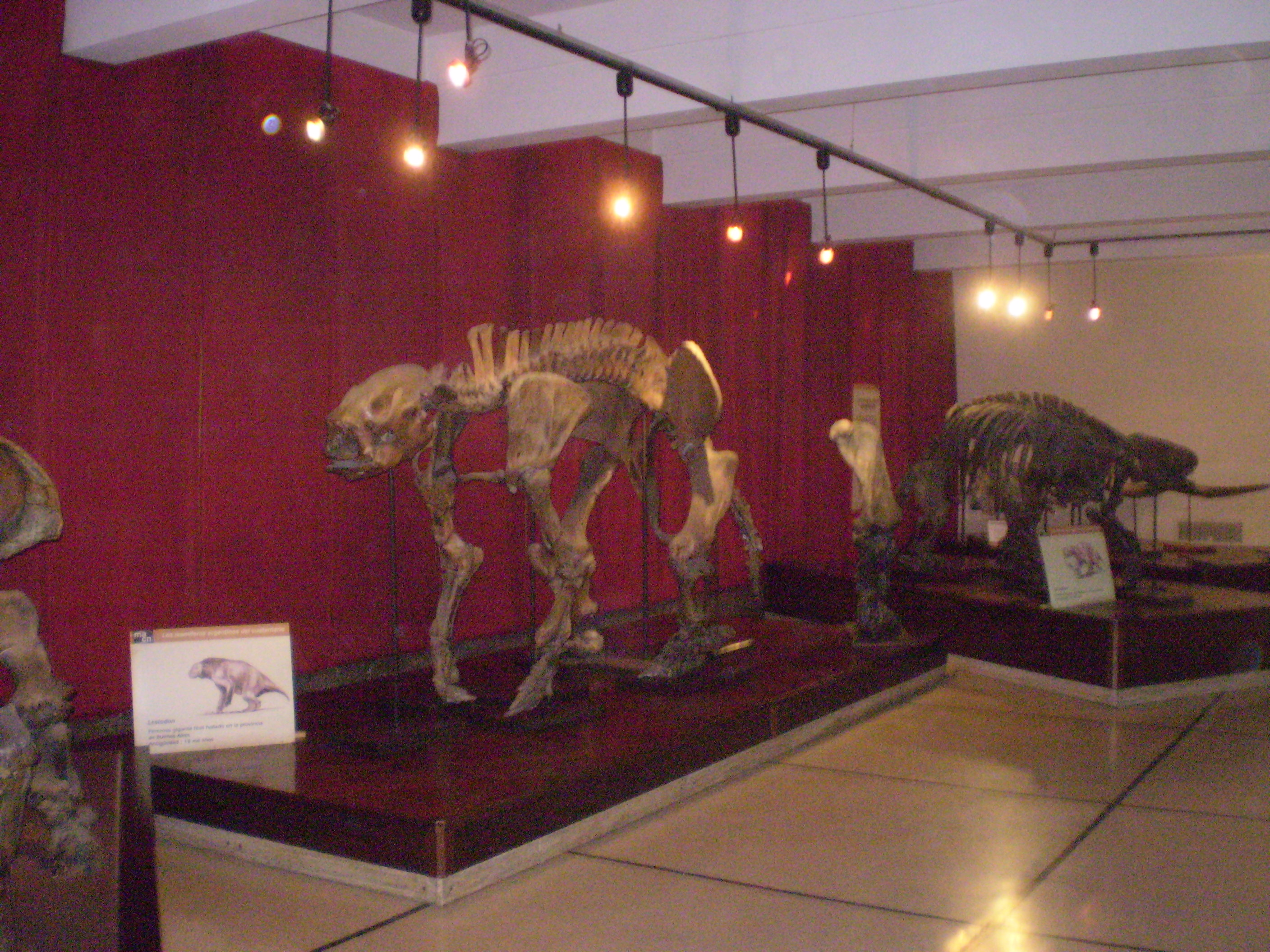
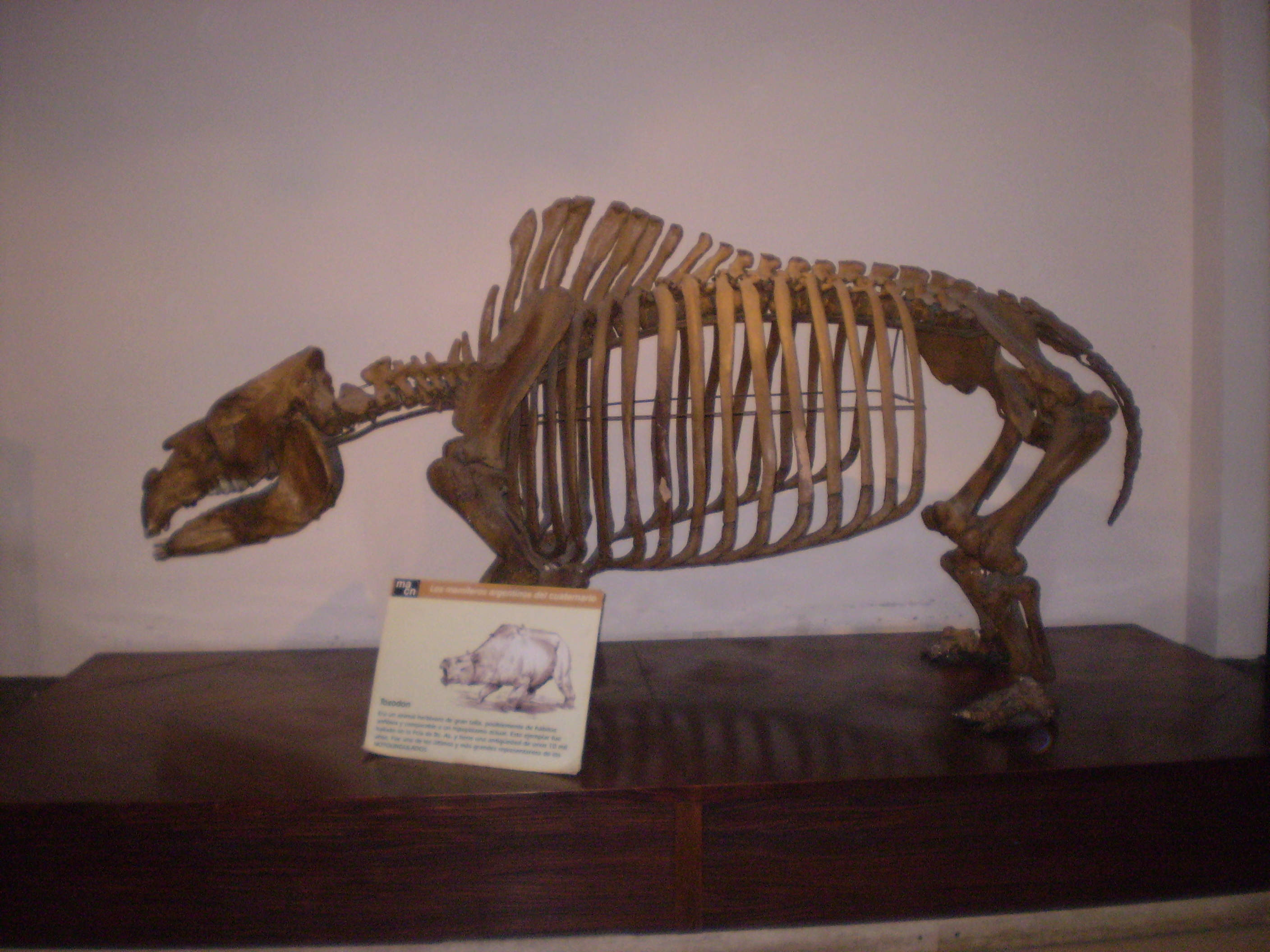
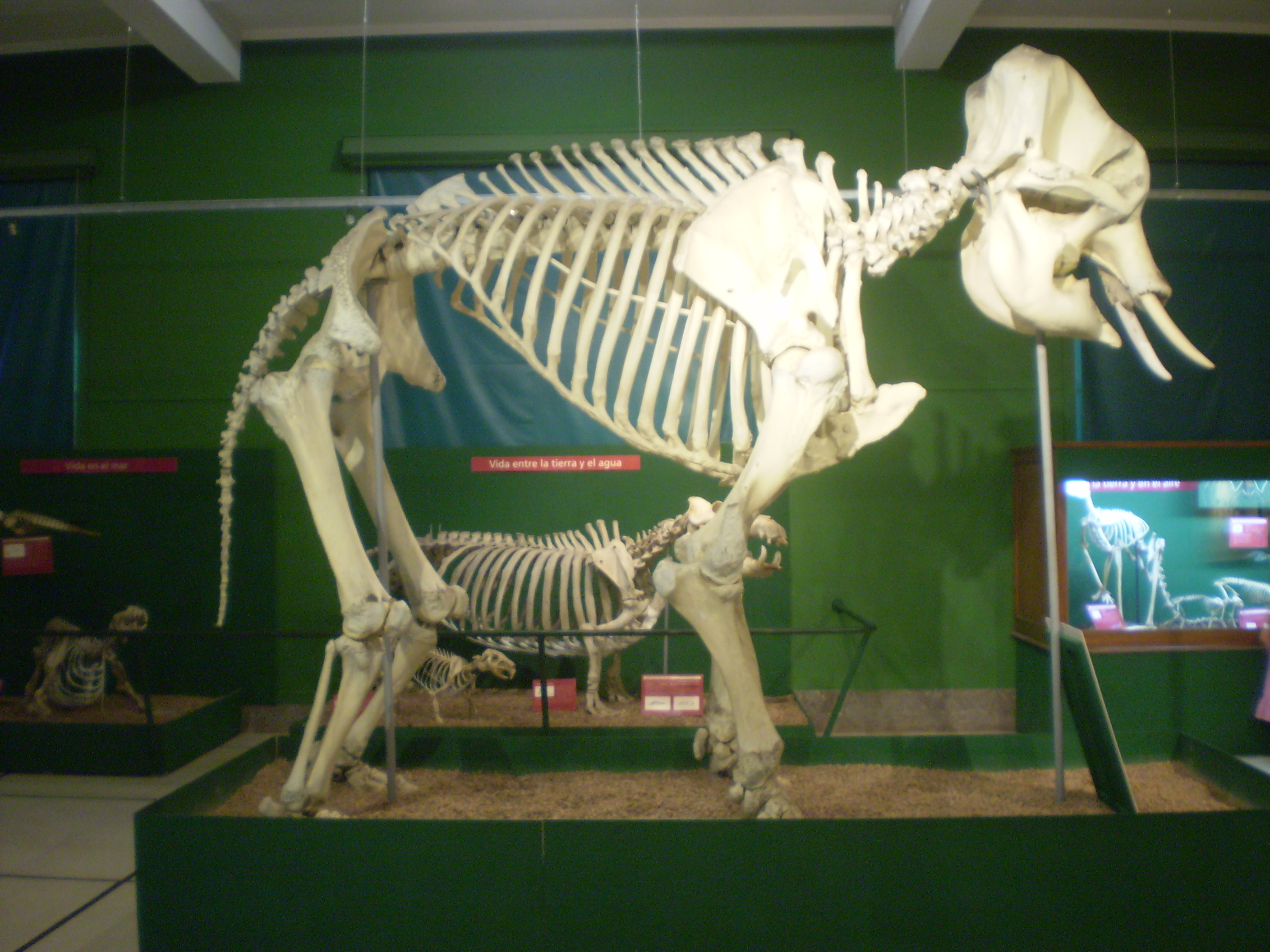
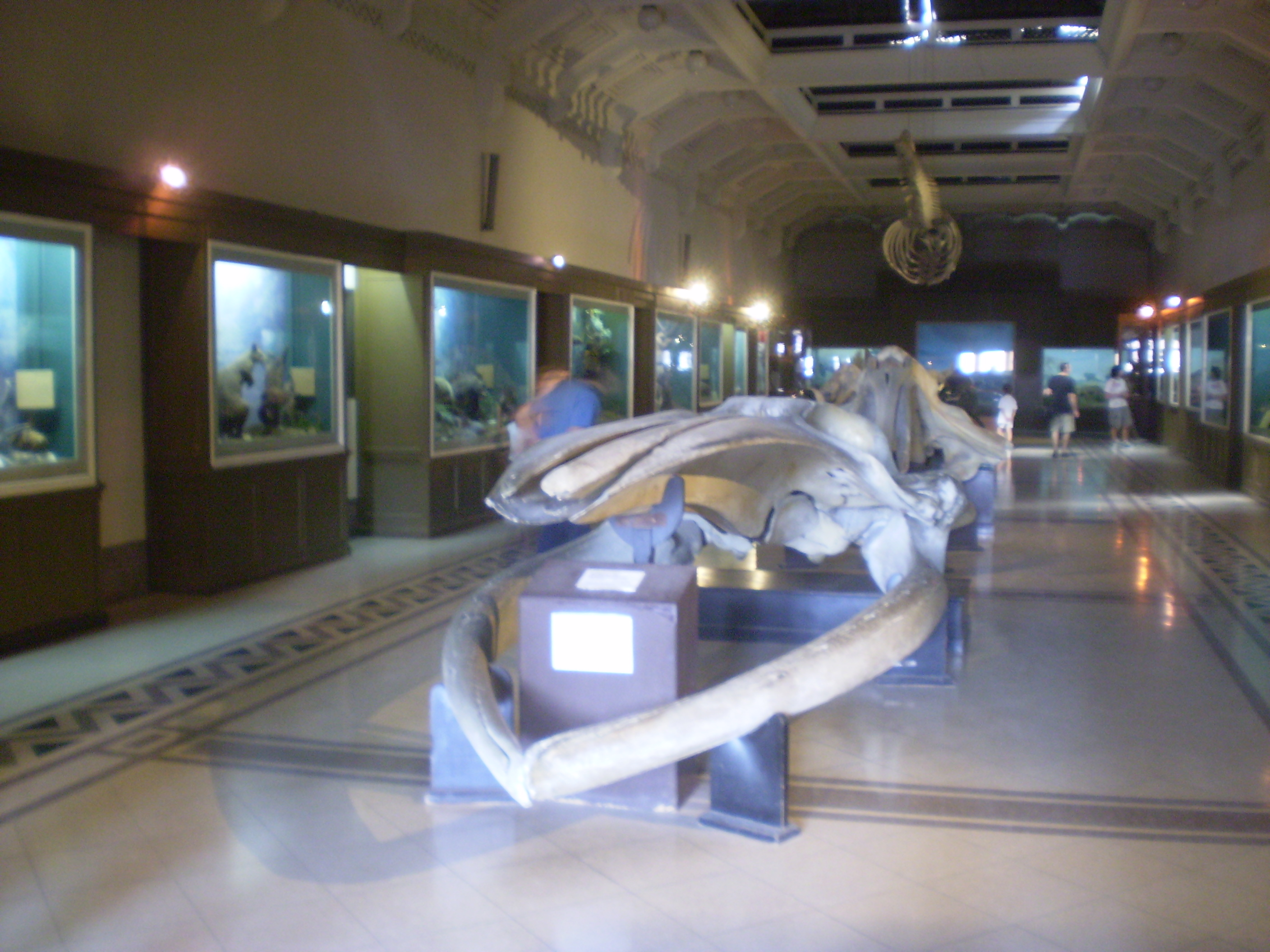
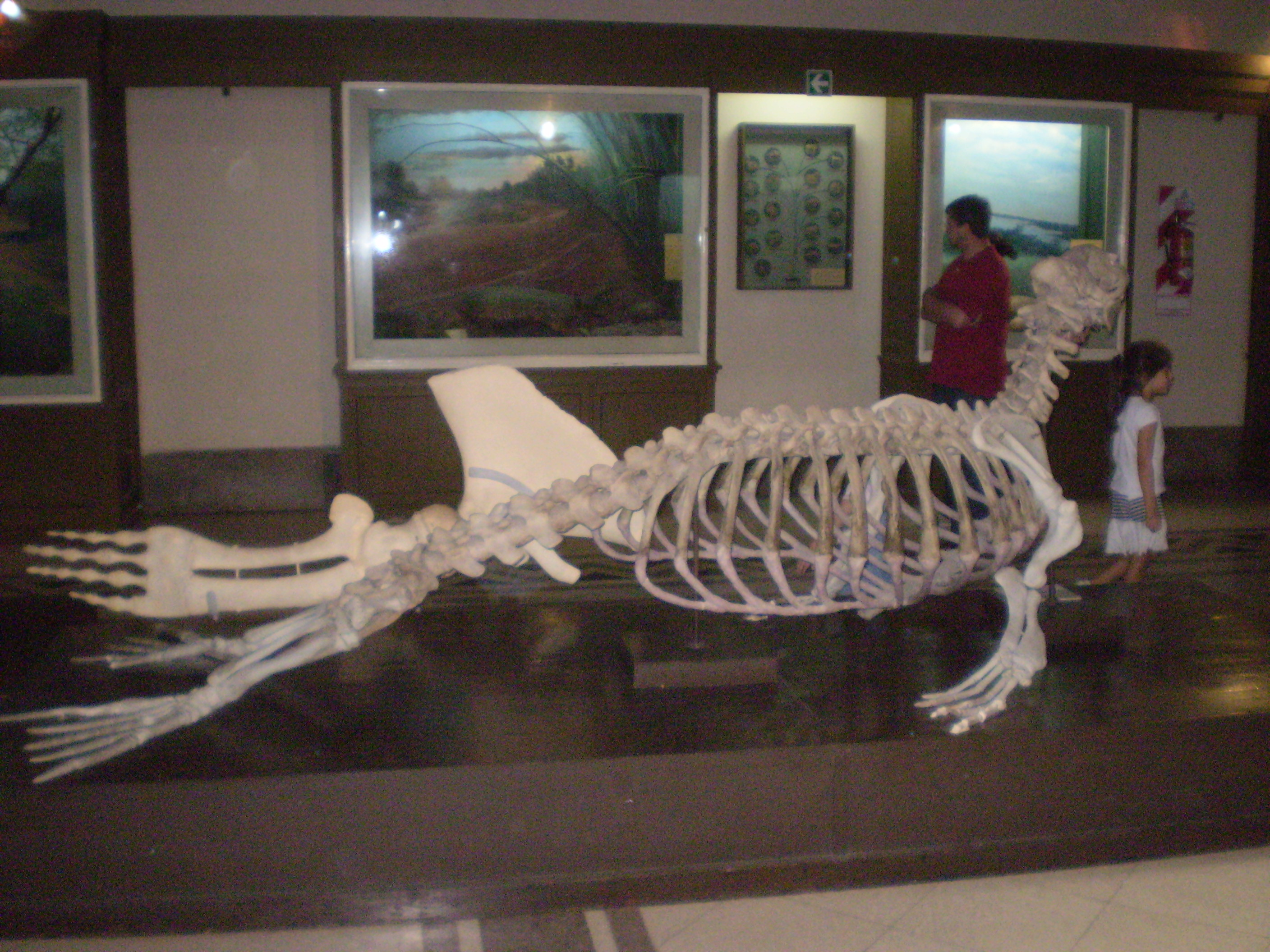